# Cantone di Carhaix-Plouguer
Il Cantone di Carhaix-Plouguer è una divisione amministrativa dell'arrondissement di Châteaulin.
A seguito della riforma approvata con decreto del 13 febbraio 2014, che ha avuto attuazione dopo le elezioni dipartimentali del 2015, è passato da 8 a 24 comuni.

## Composizione
Gli 8 comuni facenti parte prima della riforma del 2014 erano:
- Carhaix-Plouguer
- Cléden-Poher
- Kergloff
- Motreff
- Plounévézel
- Poullaouen
- Saint-Hernin
- Spézet

Dal 2015 i comuni appartenenti al cantone sono i seguenti 24:
- Berrien
- Bolazec
- Botmeur
- Brasparts
- Brennilis
- Carhaix-Plouguer
- Cléden-Poher
- Collorec
- La Feuillée
- Huelgoat
- Kergloff
- Landeleau
- Locmaria-Berrien
- Lopérec
- Loqueffret
- Motreff
- Plonévez-du-Faou
- Plounévézel
- Plouyé
- Poullaouen
- Saint-Hernin
- Saint-Rivoal
- Scrignac
- Spézet